# Zdeněk Fierlinger
Zdeněk Fierlinger (11 czerwca 1891 w Ołomuńcu, zm. 2 maja 1976 w Pradze) – czechosłowacki dyplomata i polityk socjaldemokratyczny, premier Republiki w latach 1945–1946, wieloletni przewodniczący Zgromadzenia Narodowego (1953–1964).

## Życiorys
Urodził się w rodzinie nauczyciela ze szkoły średniej w Ołomuńcu. Podczas I wojny światowej znalazł się w Rosji, gdzie wstąpił do Korpusu Czechosłowackiego. Walczył w bitwie pod Zborowem. Po powrocie do kraju rozpoczął karierę jako dyplomata. Był na placówkach w Holandii, Rumunii, USA, Szwajcarii i Austrii. Blisko współpracował z Edvardem Benešem. W 1924 przystąpił do Czechosłowackiej Partii Socjaldemokratycznej (ČSSD).
W latach 1937–1945 przebywał na placówce dyplomatycznej w ZSRR. Przyjmuje się, że właśnie wtedy został agentem NKWD. W imieniu czechosłowackiego rządu emigracyjnego 12 grudnia 1943 roku podpisał z ZSRR „Układ o przyjaźni, pomocy wzajemnej i współpracy powojennej”. Na krótko przed końcem wojny objął urząd premiera Czechosłowacji (5 kwietnia 1945) i pełnił go do wyborów w 1946. Jako przewodniczący ČSSD (1946–1947) opowiadał się za bliską współpracą z komunistami. Po tzw. przewrocie lutowym poparł komunistów, doprowadzając do połączenia ČSSD z Komunistyczną Partią Czechosłowacji (KSČ). Zasiadł wówczas w Komitecie Centralnym KSČ i był jego członkiem do 1966 roku.
Od 1948 do 1953 pełnił obowiązki wicepremiera (oraz ministra ds. kościelnych, 1951–1953). W latach 1953–1964 stał na czele Zgromadzenia Narodowego.
5 lipca 1947 został odznaczony Wielką Wstęgą Orderu Odrodzenia Polski.